# Survivor Series 2017
Survivor Series 2017 è stata la trentunesima edizione dell'omonimo evento in pay-per-view prodotto annualmente dalla WWE. L'evento si è svolto il 19 novembre 2017 al Toyota Center di Houston (Texas).

## Storyline
A No Mercy, Brock Lesnar ha sconfitto Braun Strowman per mantenere l'Universal Championship, mentre Jinder Mahal ha mantenuto il WWE Championship contro Shinsuke Nakamura ad Hell in a Cell. Nella puntata di SmackDown del 17 ottobre, Mahal ha sfidato Lesnar ad un match per le Survivor Series. Nella puntata di Raw del 23 ottobre Lesnar ed il suo avvocato, Paul Heyman, hanno accettato la sfida lanciata da Mahal. I due si sfideranno dunque alle Survivor Series in un match interbrand senza alcun titolo in palio. Tuttavia, nella puntata di SmackDown del 7 novembre, AJ Styles ha sconfitto Mahal conquistando per la seconda volta il WWE Championship. Di conseguenza, sarà Styles ad affrontare Lesnar a Survivor Series.
Nella puntata di Raw del 23 ottobre, il General Manager Kurt Angle ha annunciato che, oltre al già citato match tra Brock Lesnar e AJ Styles, tutti i campioni del roster di Raw, ad eccezione del Cruiserweight Champion, sfideranno le loro rispettive controparti del roster di SmackDown, senza alcun titolo in palio, alle Survivor Series: l'Intercontinental Champion The Miz sfiderà lo United States Champion Baron Corbin, la Raw Women's Champion Alexa Bliss sfiderà la SmackDown Women's Champion Natalya e i Raw Tag Team Champions Dean Ambrose e Seth Rollins sfideranno gli SmackDown Tag Team Champions The Usos. La stessa sera il roster di SmackDown, guidato dal Commissioner Shane McMahon, ha attaccato nel backstage vari atleti di Raw, tra cui Finn Bálor, Jason Jordan, Ambrose e Rollins. Nella puntata di Raw del 6 novembre, Cesaro e Sheamus sconfiggono Ambrose e Rollins conquistando per la terza volta il Raw Tag Team Championship; dunque saranno loro ad affrontare gli Usos alle Survivor Series. Nella puntata di SmackDown del 14 novembre, Charlotte Flair sconfigge Natalya conquistando per la prima volta il WWE SmackDown Women's Championship; dunque sarà lei che affronterà Alexa Bliss alle Series.
Sempre nella puntata di Raw del 23 ottobre, Kurt Angle ha inoltre annunciato due 5-on-5 Traditional Survivor Series Elimination match tra i membri dei due roster per l'evento, uno maschile ed uno femminile. Per quanto riguarda quello femminile la prima partecipante ad essere annunciata è stata Alicia Fox, che in serata ha sconfitto Sasha Banks e Bayley in un Triple Threat match guadagnandosi la nomina di capitano del Team Raw. La sera successiva, a SmackDown, Becky Lynch, la Ms. Money in the Bank Carmella, Charlotte Flair, Naomi e Tamina sono state annunciate come le cinque partecipanti per il Team SmackDown; con Becky che, dopo aver sconfitto in serata le altre quattro in un Fatal 5-Way match, si guadagna la nomina di capitano della propria squadra per le Survivor Series. Nella puntata di Raw del 30 ottobre, la rientrante Nia Jax sconfigge Bayley e, al termine del match, la Fox annuncia che Nia sarà parte del Team Raw alle Survivor Series. Nella puntata di Raw del 6 novembre, Alicia Fox aggiunge Asuka al Team Raw delle Series e conferma la presenza di Sasha Banks all'interno del suo team. Nella puntata di Raw del 13 novembre Bayley ha sconfitto Dana Brooke e Mickie James, conquistando l'ultimo posto disponibile nel Team Raw. Nella puntata di SmackDown del 13 novembre, Charlotte conquista lo SmackDown Women's Championship sconfiggendo la campionessa Natalya, ottenendo così il diritto di affrontare la Raw Women's Champion Alexa Bliss alle Survivor Series. Dato ciò, Charlotte lascia libero il proprio posto all'interno del Team SmackDown, il quale verrà preso proprio dalla stessa Natalya.
Mentre per quanto riguarda quello maschile, il primo partecipante ad essere annunciato è stato Randy Orton che, dopo aver sconfitto Sami Zayn nella puntata di SmackDown del 24 ottobre, diventa il primo membro del Team SmackDown. Nella puntata di Raw del 30 ottobre, la Commissioner Stephanie McMahon ha fatto il suo ritorno dopo sei mesi d'assenza (da WrestleMania 33) dicendo ad Angle che l'invasione subita da parte del roster di SmackDown, avvenuta la settimana precedente, è stata un'umiliazione per il roster di Raw. Dunque decide di nominare proprio lo stesso Angle come capitano del Team Raw per le Survivor Series, ma aggiunge che se il Team Raw perderà alle Series, Angle verrà licenziato dal ruolo di General Manager di Raw. Successivamente, Angle annuncia su Twitter che Braun Strowman è la sua prima scelta per il Team Raw. Nella puntata di SmackDown del 31 ottobre, il Commissioner Shane McMahon annuncia che lui stesso sarà il capitano del Team SmackDown alle Survivor Series. Nella stessa sera sia Bobby Roode che Shinsuke Nakamura si qualificano per il match ad eliminazione delle Series come membri del Team SmackDown sconfiggendo, rispettivamente, Dolph Ziggler in un 2-out-of-3 Falls match (vinto per 2-1) e Kevin Owens. Nella puntata di Raw del 6 novembre, dopo che il match tra Samoa Joe e Finn Bálor è terminato con un doppio count-out, Angle ha annunciato che entrambi faranno parte del Team Raw alle Series. Nella stessa sera, Angle nomina Jason Jordan come ultimo membro del Team Raw alle Survivor Series. L'8 novembre, Shane annuncia su Twitter che John Cena sarà l'ultimo membro del Team SmackDown alle Series. Nella puntata di Raw del 13 novembre, Kurt Angle è stato costretto a rimuovere Jason Jordan a causa di un infortunio di quest'ultimo (kayfabe) e, per volere di Stephanie McMahon, il quinto posto nel Team Raw è stato preso da Triple H.
Nella puntata di Raw del 9 ottobre Kalisto ha sconfitto Enzo Amore in un Lumberjack match conquistando il Cruiserweight Championship per la prima volta. Successivamente, il 22 ottobre a TLC: Tables, Ladders & Chairs, Enzo ha sconfitto Kalisto grazie ad una scorrettezza, riconquistando così il titolo. Nella puntata di 205 Live del 24 ottobre Kalisto ha sconfitto Enzo Amore per squalifica ma questi ha comunque mantenuto il titolo. Per questo motivo, il 31 ottobre, un match tra Enzo e Kalisto per il Cruiserweight Championship è stato annunciato per Survivor Series.
Nella puntata di Raw del 6 novembre il New Day (Big E, Kofi Kingston e Xavier Woods) è intervenuto da SmackDown per distrarre i WWE Raw Tag Team Champions Dean Ambrose e Seth Rollins durante il loro match titolato contro Cesaro e Sheamus e, a causa di questa distrazione, questi ultimi hanno vinto il match conquistando i titoli. Nella puntata di Raw del 13 novembre Roman Reigns è tornato guarito dalla sua malattia, e lo Shield (dopo essersi riunito) ha sfidato pubblicamente il New Day per Survivor Series.

## Risultati
| #       | Incontri | Stipulazioni                                         | Durata |
| ------- | --- | ---------------------------------------------------- | ------ |
| Kickoff | Elias ha sconfitto Matt Hardy | Single match                                         | 09:15  |
| Kickoff | Enzo Amore (c) ha sconfitto Kalisto | Single match per il WWE Cruiserweight Championship   | 08:45  |
| Kickoff | Kevin Owens e Sami Zayn hanno sconfitto i Breezango | Tag Team match                                       | 07:45  |
| 1       | The Shield ha sconfitto The New Day | Six-man Tag Team match                               | 21:20  |
| 2       | Team Raw (Alicia Fox, Asuka, Bayley, Nia Jax e Sasha Banks) ha sconfitto Team SmackDown (Becky Lynch, Carmella, Naomi, Natalya e Tamina) (con Lana)                          | 5-on-5 Traditional Survivor Series Elimination match | 18:35  |
| 3       | Baron Corbin (United States Champion) ha sconfitto The Miz (Intercontinental Champion) (con il Miztourage)                                                                   | Single match                                         | 09:35  |
| 4       | The Usos (SmackDown Tag Team Champions) hanno sconfitto Cesaro e Sheamus (Raw Tag Team Champions)                                                                            | Tag Team match                                       | 15:55  |
| 5       | Charlotte Flair (SmackDown Women's Champion) ha sconfitto Alexa Bliss (Raw Women's Champion) per sottomissione                                                               | Single match                                         | 15:00  |
| 6       | Brock Lesnar (Universal Champion) (con Paul Heyman) ha sconfitto AJ Styles (WWE Champion)                                                                                    | Single match                                         | 15:25  |
| 7       | Team Raw (Braun Strowman, Finn Bálor, Kurt Angle, Samoa Joe e Triple H) ha sconfitto Team SmackDown (Bobby Roode, John Cena, Randy Orton, Shane McMahon e Shinsuke Nakamura) | 5-on-5 Traditional Survivor Series Elimination match | 33:20  |

### Survivor Series Elimination match
Il rosso indica le superstar di Raw, il blu indica le superstar di SmackDown
| N. eliminazione | Wrestler         | Team             | Eliminata da     |                  |
| --------------- | ---------------- | ---------------- | ---------------- | ---------------- |
| 1               | Becky Lynch      | SmackDown        | Bayley           |                  |
| 2               | Bayley           | Raw              | Tamina           |                  |
| 3               | Nia Jax          | Raw              | Count-out        |                  |
| 4               | Alicia Fox       | Raw              | Naomi            |                  |
| 5               | Naomi            | SmackDown        | Sasha Banks      |                  |
| 6               | Carmella         | SmackDown        | Asuka            |                  |
| 7               | Sasha Banks      | Raw              | Natalya          |                  |
| 8               | Tamina           | SmackDown        | Asuka            |                  |
| 9               | Natalya          | SmackDown        | Asuka            |                  |
| Sopravvissuta:  | Team Raw (Asuka) | Team Raw (Asuka) | Team Raw (Asuka) | Team Raw (Asuka) |

| N. eliminazione | Wrestler                             | Team                                 | Eliminato da                         |                                      |
| --------------- | ------------------------------------ | ------------------------------------ | ------------------------------------ | ------------------------------------ |
| 1               | Shinsuke Nakamura                    | SmackDown                            | Braun Strowman                       |                                      |
| 2               | Bobby Roode                          | SmackDown                            | Braun Strowman                       |                                      |
| 3               | Samoa Joe                            | Raw                                  | John Cena                            |                                      |
| 4               | John Cena                            | SmackDown                            | Kurt Angle                           |                                      |
| 5               | Finn Bálor                           | Raw                                  | Randy Orton                          |                                      |
| 6               | Randy Orton                          | SmackDown                            | Braun Strowman                       |                                      |
| 7               | Kurt Angle                           | Raw                                  | Shane McMahon                        |                                      |
| 8               | Shane McMahon                        | SmackDown                            | Triple H                             |                                      |
| Sopravvissuti:  | Team Raw (Braun Strowman e Triple H) | Team Raw (Braun Strowman e Triple H) | Team Raw (Braun Strowman e Triple H) | Team Raw (Braun Strowman e Triple H) |